# Alstad
Alstad är en tätort på Söderslätt i Trelleborgs kommun i Skåne län.

## Historia
Alstads stationssamhälle, beläget i Västra Alstads socken, uppstod vid den år 1875 invigda Lund-Trelleborgs järnväg (LTJ) korsade landsvägen (nuvarande länsväg 101). Järnvägen nedlades 1960. 

### Befolkningsutveckling
| Befolkningsutvecklingen i Alstad 1975–2020                | Befolkningsutvecklingen i Alstad 1975–2020 | Befolkningsutvecklingen i Alstad 1975–2020 | Befolkningsutvecklingen i Alstad 1975–2020 | Befolkningsutvecklingen i Alstad 1975–2020 |
| --------------------------------------------------------- | ------------------------------------------ | ------------------------------------------ | ------------------------------------------ | ------------------------------------------ |
|                                                           |                                            |                                            |                                            |                                            |
| År                                                        |                                            |                                            | Folkmängd                                  | Areal (ha)                                 |
| 1975                                                      | 1975                                       |                                            | 275                                        |                                            |
| 1980                                                      | 1980                                       |                                            | 270                                        |                                            |
| 1990                                                      | 1990                                       |                                            | 248                                        | 21                                         |
| 1995                                                      | 1995                                       |                                            | 246                                        | 22                                         |
| 2000                                                      | 2000                                       |                                            | 267                                        | 22                                         |
| 2005                                                      | 2005                                       |                                            | 252                                        | 22                                         |
| 2010                                                      | 2010                                       |                                            | 237                                        | 23                                         |
| 2015                                                      | 2015                                       |                                            | 369                                        | 107                                        |
| 2020                                                      | 2020                                       |                                            | 350                                        | 56                                         |
| Anm.: Ny tätort 1975, sammanvuxen 2015 med Västra Alstad. |                                            |                                            |                                            |                                            |

## Samhället
I Alstad ligger Västra Alstads skola och Alstadhemmet.

## Stationssamhället
Alstad stationssamhälle byggdes upp av järnvägen. I Alstad fanns det inte speciellt många hus från början, men i takt med att det kom fler handlare och hantverkare som startade verksamheter och byggde nya hus, började samhället att växa. Det var på det här sättet som Alstad blev en centralort på slätten.
Den största rörelsen i Alstad 1926 var grosshandelsföretaget, Hans Andersson. Det var från början etablerat i Dalköpinge år 1850 för en handel med spannmål och trävaror. År 1877 flyttade han sin rörelse till Alstad när han insåg järnvägarnas betydelse för handeln. Genom att Trelleborg-Lunds järnvägen invigdes 1875 hade Alstad blivit en knutpunkt. Därefter utökade företaget sitt sortiment med gödning, kol, fodervaror, ved, koks, oljor och fröer. Hans Andersson ägde själv företaget fram till 1897 och därefter övertogs företaget av hans son.
Alstads Lokalförening grundades år 1905 av en av konkurrenterna till Hans Andersson, och med tiden expanderades den så pass mycket att den blev störst på Söderslätt. Lokalföreningen köpte Hans Anderssons rörelse år 1985. Bara ett år senare, 1986, såldes den vidare till Skånska Lantmännen i Malmö och byggbutiken i Alstad upphörde.
Lunds Bryggeri byggde på 1880-talet Järnvägshotellet i Alstad, som de arrenderade ut till krögare. Krögarna fick själva köpa läsk och öl från Lunds Bryggeri. Järnvägshotellet höll i lunch och middag, fester, bröllopsfester samt minnesstunder vid begravningar. Förutom det var hotellet avsett för övernattande gäster. I takt med att järnvägstrafiken avvecklades, började även järnvägshotellet att avvecklas och hotellet stängde 1955. Därefter blev byggnaden en polisstation.
Det fanns även andra verksamheter i Alstad, bland annat bageri och café. Det fanns också kreaturshandel, slakteri och köttaffär, elfirma, skräddare, skomakare, snickare, målare, tunnbindare, urmakare, järnhandlare och sömmerska.
Det var en betydande verksamhet som bedrevs i Alstad. Det var på så sätt som Alstad fick en betydande roll som centralort på slätten i Skåne, för på den här tiden, bodde det en hel del människor på landet.